# Seminari de Girona
|  | Per a altres significats, vegeu «Seminari Menor de Girona». |

El Seminari de Girona o Seminari Major és un centre educatiu del Bisbat de Girona al Barri Vell de Girona. La seu ocupa les antigues dependències del col·legi dels jesuïtes al costa de l'església de Sant Martí Sacosta.

## Arquitectura
És un edifici al voltant de dos patis, un més tancat (antic claustre) i l'altre més obert. Entre ells hi ha un cos que uneix el que era el Seminari Menor amb el Seminari Menor de Girona. L'element important és la façana d'estil barroc amb encoixinat de pedra que la uneix a la façana de l'església de Sant Martí. Aquesta portalada és més senzilla que l'anterior, amb escut dels Àustries a dalt, un arquet rodó i 3 òculs. La resta del conjunt és arrebossat i de façana de finestres de llinda planera de pedra, seguint una composició simètrica.
El Seminari Diocesà de Girona és una institució eclesiàstica que es va crear a finals del segle xvi. L'any 1988, mitjançant un decret de la Santa Seu i per iniciativa conjunta dels bisbes que integraven les diòcesis de la Tarraconense (Tarragona, Urgell, Lleida, Tortosa, Vic, Solsona i Girona), es va crear el Seminari Major Interdiocesà de Catalunya amb seu a Barcelona. Aquest seminari alberga els seminaristes de les diverses diòcesis per tal de seguir els estudis a les facultats eclesiàstiques de l'Ateneu Universitari Sant Pacià, a la mateixa ciutat.

## Història
El Seminari de Girona és una institució eclesiàstica fundada pel bisbe Arévalo de Zuazo el 7 de febrer de 1599 recollint la disposició del concili de Trento que ordenava que en cada diòcesi s'erigissin centres de formació per a futurs preveres.
El Seminari tingué com a primera seu l'edifici del col·legi dit de Sobreportes, situat a la plaça de la catedral, conegut també com a Casa Pastors, pel nom de la família que la posseí des de 1768 fins a principi del segle xx. Es tractava d'un col·legi per a la formació i ensenyament de nois en les humanitats i la filosofia. En els seus inicis, un professor d'humanitats convivia amb els col·legials i els donava lliçons. El 1732 n'hi havia un altre de filosofia. A principis del s.XVIII, els seminaristes cursaven la teologia amb els jesuïtes i la moral sota tutoria. El 1766, el bisbe Palmero nomenà dos professors de gramàtica, un de retòrica i un de filosofia, tenint d'aquesta manera el Seminari complet.
Des de 1769, el Seminari de Girona fixà la seva seu a la casa de Sant Martí Sacosta, edifici del col·legi dels jesuïtes, el qual fou cedit pel mateix rei Carles III al bisbe de Girona quan va decretar-ne l'expulsió del jesuïtes el 28 d'agost de 1769.
L'edifici, que conserva l'estructura bàsica del col·legi jesuític, ha enregistrat alguns canvis. El principal consistí en l'ocupació d'una part de la casa com a caserna i presó. Començà el 1814, quan els francesos acabaven de deixar Girona, i durà fins al 1939.
Un altre canvi, datat poc després de 1900, fou la construcció de l'escala principal. És un cos d'edifici amb personalitat pròpia, situat entre el col·legi i l'església. La connexió entre l'escala i els pisos als quals accedeix presenta evidents dissonàncies.
Pel que fa l'activitat acadèmica, des de l'inici del Seminari de Girona fins al 1852 només es matricularen els alumnes que seguien els estudis de teologia i de filosofia. Els estudis teològics són els que s'orienten específicament cap al sacerdoci. El nombre de teòlegs tingué fins a 1835 un creixement sostingut. L'exclaustració i la desamortització no trencaren el ritme d'augment. Fins al 1833-1844 no es produí la presumible disminució, que resultà ser transitòria. El 1861 s'assoliren els 200 teòlegs.
Els estudis per a la formació dels futurs sacerdots constava de matèries d'humanitats, filosofia, teologia dogmàtica, moral i retòrica. Destaquen com a professors de filosofia Anselm Herranz, professor de 1889 a 1915, autor d'una Història de la Filosofia (Barcelona, 1908), Josep Maria Llovera, que publicà el Tratado elemental de sociología cristiana (Barcelona, 1909), i Josep Pou i Batlle, que ensenyà entre 1893 i 1912, autor de la La filosofia catalana, sa existencia, sos caràcters, sa decadencia y necessitat de sa restauració (Girona, 1907). Cirus Valls i Geli fou el primer professor de retòrica del Seminari. Ensenyà de 1770 a 1798, el qual va destacar per al seva labor com a pedagog, autor d'una obra sobre educació.
La normativa més antiga coneguda per als col·legials del Seminari l'establí el bisbe Sever Tomàs Auter el 1680. El bisbe Palmero donà constitucions al Seminari que modificà després el seu successor el bisbe Lorenzana (1795) les quals es van observar fins al 1839.
El Seminari de Girona ha anat passant diverses etapes al llarg de la història, des de la seva fundació fins avui dia. Sobretot al llarg del segle xx, els esdeveniments històrics l'han marcat d'una manera decisiva (la Guerra de 1936-1939, la postguerra, el Concili Vaticà II). I en el moment actual, a inicis del segle xxi, el Seminari de Girona continua essent el centre de formació per als futurs pastors de la diòcesi que recull el llegat de tot el temps de la seva existència i continua la seva activitat per encarar els nous reptes que la societat del nostre temps planteja a l'Església que fa camí a Girona.